# NGC 5042
NGC 5042 ist eine Balken-Spiralgalaxie vom Hubble-Typ SBc im Sternbild der Wasserschlange südlich der Ekliptik. Sie ist schätzungsweise 56 Millionen Lichtjahre von der Milchstraße entfernt und hat einen Durchmesser von etwa 75.000 Lj.
Das Objekt wurde am 25. März 1836 vom britischen Astronomen John Herschel mit einem 18-Zoll-Spiegelteleskop entdeckt, der sie dabei mit „F, L, R, vgvlbM, a star 9th mag 1′ north, precedes 10 seconds“ beschrieb.